# ベグ・アルスラン
ベグ・アルスラン(モンゴル語: Бэгэрсэн тайш、中国語: 癿加思蘭太師、? - 1479年)とは、15世紀後半における北元の部族長の一人。モンゴル語の表記に従ってベケリスンとも表記されるが、原音はベグ・アルスランと推測されている。メクリン部出身の人物で当初はトゥルファン方面で活動し、後にモンゴリアに移ってヨンシエブ部を率い、マンドゥールン・ハーンを擁立して強勢となった。

## 概要
ベグ・アルスランは天順三年(1459年)より史料に現れ、当初はトゥルファン方面で部下300〜400人を率いて略奪を行い、モグーリスタンから明朝へ派遣される使者もこれに苦しめられていた。後にコムル(哈密)方面に移住し、バルス・クル(巴児思渇、現在のバルクル・カザフ自治県)を拠点とし、明朝の辺境にも侵攻するようになった。成化5-6年(1469-1470年)にそれまでモンゴリアの最大勢力であったモーリハイが殺されると、ベグ・アルスランはさらに東遷してオルドス地方に進出し、ボルフ・ジノン(バヤン・モンケ、ダヤン・ハーンの父)、マンドゥールン、オロチュらと協力して楡林方面をしばしば犯した。
しかし翌成化7年(1471年)にはボルフ・ジノンと組んでオロチュをオルドスより排除しようとし、その翌年(1472年)までオロチュの勢力と争い、最終的にはオルドスを支配下に置いた。この頃、ベグ・アルスランはオロチュと明朝という二つの敵を抱えていたこともあり、黄河が凍結するとこれを越えてヨンシエブの牧地であるアラシャー方面を行き来していた。オロチュを放逐し、オルドスを支配下に置いたベグ・アルスランはボルフ・ジノンを擁立してハーンにしようとしたが、ボルフ・ジノンはこれを辞退してその祖父の弟であるマンドゥールンにハーンの座を譲った。このため、ベグ・アルスランは成化11年(1475年)にマンドゥールンを擁立してハーンとし、また自身の娘であるイェケ・ハバルト中宮をそのハトン(皇后)として実権を握った。またこの頃にはウリヤンハイ三衛に進出してこれを統制下に置いているが、これによって困窮した三衛は明朝に馬市の開設を請願して断られ、また辺境に逃れる者もいる状況であった。
新にハーンが立ってしばらくの間はマンドゥールン、ボルフ、ベグ・アルスランの三人が協力してモンゴルの復興に当たっていたが、ハリューチンのホンホラ、ヨンシエブのイスマイルらがハーンにボルフのことを讒言したために両者の仲は決裂し、成化12年(1476年)頃にマンドゥールン・ハーンとベグ・アルスランは協力してボルフを攻め、その国人と家畜を奪い取った。続いて翌成化13年(1477年)にはマンドゥールンに代わって自らがハーンになろうとしたが、人々が従わないことを恐れて代わりにモーリハイの子オチライを擁立してマンドゥールンを殺そうとした。しかし、これを察知したマンドゥールンがオチライを引き渡すようベグ・アルスランに求めたことが切っ掛けとなって両者の間に抗争が起こり、最終的にはマンドゥールンは敗れ、成化15年(1479年)に亡くなった。しかしこの弑逆に反発したモンゴルジン(トゥメト)部のトローゲンらがベグ・アルスランの「族弟」であるイスマイルと組んでベグ・アルスランを殺害し、その勢力はイスマイルに引き継がれた。